# Matthias Blaha
Matthias Blaha (* 12. April 1970 in  Würzburg) ist ein deutscher Geistlicher und Buchautor.
Blaha wuchs in Auerbach in der Oberpfalz mit drei Geschwistern auf. Mit elf Jahren wurde er Vollwaise. 1989 machte er das Abitur am Gymnasium in Eschenbach in der Oberpfalz. Von 1989 bis 1994 studierte er in Eichstätt und Rom Theologie. Anschließend legte er ein Praktikumsjahr in einer kenianischen Pfarrei ein. Seine Diakonweihe erhielt er am 16. Dezember 1995 in Altdorf bei Nürnberg durch Weihbischof Werner Radspieler (Bamberg) und seine Priesterweihe am 29. Juni 1996 in Eichstätt durch Bischof Walter MIxa. Im Anschluss war er Kaplan in Hilpoltstein und in St. Pius in Ingolstadt. 2000 wurde er für eine Promotion an der Katholischen Universität Eichstätt freigestellt. 2001 wurde er KLJB-Diözesanpräses; dieses Amt hatte er bis 2012 inne. 2002, nach Ende seiner Freistellung, übernahm er die Pfarreien Egweil und Nassenfels. 2008 wurde er Pfarrer in Ingolstadt/St. Anton. Mehrmals im Jahr gestaltet er als Mitglied im Homiletischen Arbeitskreis am Bayerischen Rundfunk die Katholische Morgenfeier am Sonntagmorgen auf Bayern 1.
Daneben ist er auch als Buchautor tätig.

## Bücher
- 2011: Ermutigung zum Leben
- 2015: Mitten im Leben
- 2020: Gott mit dir